# 全米映画俳優組合賞キャスト賞
全米映画俳優組合賞キャスト賞（ぜんべいえいがはいゆうくみあいしょうキャストしょう、Screen Actors Guild Award for Outstanding Performance by a Cast in a Motion Picture）は、SAG-AFTRAが与える賞の一つである。

## 受賞とノミネートの一覧

### 1990年代
| 年   | 候補作品                                | キャスト |
| ---- | --------------------------------------- | --- |
| 1995 | 『アポロ13』                            | ケヴィン・ベーコン、トム・ハンクス、エド・ハリス、ビル・パクストン、キャスリーン・クインラン、ゲイリー・シニーズ |
| 1995 | 『ゲット・ショーティ』                  | ダニー・デヴィート、デニス・ファリーナ、ジェームズ・ガンドルフィーニ、ジーン・ハックマン、デルロイ・リンドー、デヴィッド・ペイマー、レネ・ルッソ、ジョン・トラボルタ |
| 1995 | 『キルトに綴る愛』                      | マヤ・アンジェロウ、アン・バンクロフト、エレン・バースティン、サマンサ・マシス、ケイト・ネリガン、ウィノナ・ライダー、ジーン・シモンズ、ロイス・スミス、アルフレ・ウッダード |
| 1995 | 『ニクソン』                            | ジョアン・アレン、ブライアン・ベッドフォード、パワーズ・ブース、ケヴィン・ダン、フィヴァッシュ・フィンケル、アナベス・ギッシュ、トニー・ゴールドウィン、ラリー・ハグマン、エド・ハリス、エド・ハーマン、アンソニー・ホプキンス、ボブ・ホスキンス、マデリーン・カーン、E・G・マーシャル、デヴィッド・ペイマー、デヴィッド・ハイド・ピアース、ポール・ソルヴィノ、メアリー・スティーンバージェン、J・T・ウォルシュ、ジェームズ・ウッズ |
| 1995 | 『いつか晴れた日に』                    | ヒュー・グラント、アラン・リックマン、エマ・トンプソン、ケイト・ウィンスレット |
| 1996 | 『バードケージ』                        | ハンク・アザリア、クリスティーン・バランスキー、ダン・フッターマン、ジーン・ハックマン、ネイサン・レイン、ダイアン・ウィースト、ロビン・ウィリアムズ |
| 1996 | 『イングリッシュ・ペイシェント』        | ナヴィーン・アンドリュース、ジュリエット・ビノシュ、ウィレム・デフォー、レイフ・ファインズ、コリン・ファース、ユルゲン・プロホノフ、クリスティン・スコット・トーマス、ジュリアン・ワドハム |
| 1996 | 『マイ・ルーム』                        | ヒューム・クローニン、ロバート・デ・ニーロ、レオナルド・ディカプリオ、ダン・ヘダヤ、ダイアン・キートン、ハル・スカルディーノ、メリル・ストリープ、グウェン・ヴァードン |
| 1996 | 『シャイン』                            | ジョン・ギールグッド、アーミン・ミューラー＝スタール、リン・レッドグレイヴ、ジェフリー・ラッシュ、ノア・テイラー、グーギー・ウィザース |
| 1996 | 『スリング・ブレイド』                  | ルーカス・ブラック、ナタリー・キャナディ、ロバート・デュヴァル、ジェームズ・ハンプトン、ジョン・リッター、ビリー・ボブ・ソーントン、J・T・ウォルシュ、ドワイト・ヨアカム |
| 1997 | 『フル・モンティ』                      | マーク・アディ、ポール・バーバー、ロバート・カーライル、ディアドラ・コステロ、スティーヴ・ヒューイソン、ブルース・ジョーンズ、レスリー・シャープ、ウィリアム・スネイプ、ヒューゴ・スピアー、トム・ウィルキンソン、エミリー・ウーフ |
| 1997 | 『ブギーナイツ』                        | ドン・チードル、ヘザー・グラハム、ルイス・ガスマン、フィリップ・ベイカー・ホール、フィリップ・シーモア・ホフマン、トーマス・ジェーン、リッキー・ジェイ、ウィリアム・H・メイシー、アルフレッド・モリーナ、ジュリアン・ムーア、ニコール・アリ・パーカー、ジョン・C・ライリー、バート・レイノルズ、ロバート・リッジリー、マーク・ウォールバーグ、メローラ・ウォルターズ                                                                 |
| 1997 | 『グッド・ウィル・ハンティング/旅立ち』 | ベン・アフレック、マット・デイモン、ミニー・ドライヴァー、ステラン・スカルスガルド、ロビン・ウィリアムズ |
| 1997 | 『L.A.コンフィデンシャル』              | キム・ベイシンガー、ジェームズ・クロムウェル、ラッセル・クロウ、ダニー・デヴィート、ガイ・ピアース、ケヴィン・スペイシー、デヴィッド・ストラザーン |
| 1997 | 『タイタニック』                        | スージー・エイミス、キャシー・ベイツ、レオナルド・ディカプリオ、フランシス・フィッシャー、バーナード・フォックス、ヴィクター・ガーバー、バーナード・ヒル、ジョナサン・ハイド、ダニー・ヌッチ、ビル・パクストン、グロリア・スチュアート、デビッド・ワーナー、ケイト・ウィンスレット、ビリー・ゼイン |
| 1998 | 『恋におちたシェイクスピア』            | ベン・アフレック、サイモン・キャロウ、ジム・カーター、マーティン・クルーンズ、ジュディ・デンチ、ジョセフ・ファインズ、コリン・ファース、グウィネス・パルトロー、ジェフリー・ラッシュ、アントニー・シャー、イメルダ・スタウントン |
| 1998 | 『ライフ・イズ・ビューティフル』        | ロベルト・ベニーニ、ニコレッタ・ブラスキ、ホルスト・ブッフホルツ、セルジオ・ビーニ・ブストリック、ジョルジオ・カンタリーニ、ジュスティーノ・デュラーノ、アメリゴ・フォンターニ、ジュリアーナ・ロヨディーチェ、マリサ・パレデス |
| 1998 | 『リトル・ヴォイス』                    | アネット・バッドランド、ブレンダ・ブレッシン、ジム・ブロードベント、マイケル・ケイン、ジェーン・ホロックス、フィリップ・ジャクソン、ユアン・マクレガー |
| 1998 | 『プライベート・ライアン』              | エドワード・バーンズ、マット・デイモン、ジェレミー・デイビス、ヴィン・ディーゼル、アダム・ゴールドバーグ、トム・ハンクス、バリー・ペッパー、ジョヴァンニ・リビシ、トム・サイズモア |
| 1998 | 『ウェイクアップ!ネッド』               | イアン・バネン、フィオヌラ・フラナガン、デイビッド・ケリー、スーザン・リンチ、ジェームズ・ネスビット |
| 1999 | 『アメリカン・ビューティー』            | アネット・ベニング、ウェス・ベントリー、ソーラ・バーチ、クリス・クーパー、ピーター・ギャラガー、アリソン・ジャニー、ケヴィン・スペイシー、ミーナ・スヴァーリ |
| 1999 | 『マルコヴィッチの穴』                  | オーソン・ビーン、ジョン・キューザック、キャメロン・ディアス、キャサリン・キーナー、ジョン・マルコヴィッチ、メアリー・ケイ・プレイス、チャーリー・シーン |
| 1999 | 『サイダーハウス・ルール』              | ジェーン・アレクサンダー、エリカ・バドゥ、キャシー・ベイカー、マイケル・ケイン、デルロイ・リンドー、トビー・マグワイア、ケイト・ネリガン、ポール・ラッド、シャーリーズ・セロン |
| 1999 | 『グリーンマイル』                      | パトリシア・クラークソン、ジェームズ・クロムウェル、ジェフリー・デマン、マイケル・クラーク・ダンカン、グレアム・グリーン、トム・ハンクス、ボニー・ハント、ダグ・ハッチソン、マイケル・ジェッター、デヴィッド・モース、バリー・ペッパー、サム・ロックウェル、ハリー・ディーン・スタントン |
| 1999 | 『マグノリア』                          | ジェレミー・ブラックマン、トム・クルーズ、メリンダ・ディロン、エイプリル・グレイス、ルイス・ガスマン、フィリップ・ベイカー・ホール、フィリップ・シーモア・ホフマン、リッキー・ジェイ、ウィリアム・H・メイシー、アルフレッド・モリーナ、ジュリアン・ムーア、ジョン・C・ライリー、ジェイソン・ロバーズ、メローラ・ウォルターズ |

### 2000年代
| 年   | 候補作品                                 | キャスト |
| ---- | ---------------------------------------- | --- |
| 2000 | 『トラフィック』                         | スティーヴン・バウアー、ベンジャミン・ブラット、ジェームズ・ブローリン、ドン・チードル、エリカ・クリステンセン、クリフトン・コリンズ・Jr、ベニチオ・デル・トロ、マイケル・ダグラス、ミゲル・フェラー、アルバート・フィニー、トファー・グレイス、ルイス・ガスマン、エイミー・アーヴィング、トーマス・ミリアン、D・W・モフェット、デニス・クエイド、ピーター・リーガート、ジェイコブ・バルガス、キャサリン・ゼタ＝ジョーンズ |
| 2000 | 『あの頃ペニー・レインと』               | フェアルザ・バルク、ビリー・クラダップ、パトリック・フュジット、フィリップ・シーモア・ホフマン、ケイト・ハドソン、ジェイソン・リー、フランシス・マクドーマンド、アンナ・パキン、ノア・テイラー |
| 2000 | 『リトル・ダンサー』                     | ジェイミー・ベル、ジェイミー・ドラヴェン、ゲイリー・ルイス、ジュリー・ウォルターズ |
| 2000 | 『ショコラ』                             | ジュリエット・ビノシュ、レスリー・キャロン、ジュディ・デンチ、ジョニー・デップ、アルフレッド・モリーナ、キャリー＝アン・モス、ヒュー・オコナー、レナ・オリン、ピーター・ストーメア、ジョン・ウッド |
| 2000 | 『グラディエーター』                     | ラッセル・クロウ、リチャード・ハリス、ジャイモン・フンスー、デレク・ジャコビ、コニー・ニールセン、ホアキン・フェニックス、オリヴァー・リード |
| 2001 | 『ゴスフォード・パーク』                 | アイリーン・アトキンス、ボブ・バラバン、アラン・ベイツ、チャールズ・ダンス、スティーヴン・フライ、マイケル・ガンボン、リチャード・E・グラント、トム・ホランダー、デレク・ジャコビ、ケリー・マクドナルド、ヘレン・ミレン、ジェレミー・ノーサム、クライヴ・オーウェン、ライアン・フィリップ、マギー・スミス、ジェラルディン・ソマーヴィル、クリスティン・スコット・トーマス、ソフィー･トンプソン、エミリー・ワトソン、ジェームズ・ウィルビー |
| 2001 | 『ビューティフル・マインド』             | ポール・ベタニー、ジェニファー・コネリー、ラッセル・クロウ、アダム・ゴールドバーグ、ジェイソン・グレイ＝スタンフォード、エド・ハリス、ジャド・ハーシュ、ジョシュ・ルーカス、オースティン・ペンドルトン、クリストファー・プラマー、アンソニー・ラップ |
| 2001 | 『イン・ザ・ベッドルーム』               | ウィリアム・メイポーザー、シシー・スペイセク、ニック・スタール、マリサ・トメイ、セリア・ウェストン、トム・ウィルキンソン、ウィリアム・ワイズ |
| 2001 | 『ロード・オブ・ザ・リング』             | ショーン・アスティン、ショーン・ビーン、ケイト・ブランシェット、オーランド・ブルーム、ビリー・ボイド、イアン・ホルム、クリストファー・リー、イアン・マッケラン、ドミニク・モナハン、ヴィゴ・モーテンセン、ジョン・リス＝デイヴィス、アンディ・サーキス、リヴ・タイラー、ヒューゴ・ウィーヴィング、イライジャ・ウッド |
| 2001 | 『ムーラン・ルージュ』                   | ジム・ブロードベント、ニコール・キッドマン、ジョン・レグイザモ、ユアン・マクレガー、リチャード・ロクスバーグ |
| 2002 | 『シカゴ』                               | クリスティーン・バランスキー、エカテリーナ・シェチェルカノワ、テイ・ディグス、デニーズ・フェイ、コルム・フィオール、リチャード・ギア、デイドレ・グッドウィン、クィーン・ラティファ、ルーシー・リュー、スーザン・マイズナー、マイア、ジョン・C・ライリー、ドミニク・ウェスト、レネー・ゼルウィガー、キャサリン・ゼタ＝ジョーンズ |
| 2002 | 『アダプテーション』                     | ニコラス・ケイジ、クリス・クーパー、ブライアン・コックス、カーラ・シーモア、メリル・ストリープ、ティルダ・スウィントン |
| 2002 | 『めぐりあう時間たち』                   | トニ・コレット、クレア・デインズ、ジェフ・ダニエルズ、スティーヴン・ディレイン、エド・ハリス、アリソン・ジャニー、ニコール・キッドマン、ジュリアン・ムーア、ジョン・C・ライリー、ミランダ・リチャードソン、メリル・ストリープ |
| 2002 | 『ロード・オブ・ザ・リング/二つの塔』    | ショーン・アスティン、ケイト・ブランシェット、オーランド・ブルーム、ビリー・ボイド、ブラッド・ドゥーリフ、バーナード・ヒル、クリストファー・リー、イアン・マッケラン、ドミニク・モナハン、ヴィゴ・モーテンセン、ミランダ・オットー、ジョン・リス＝デイヴィス、アンディ・サーキス、リヴ・タイラー、カール・アーバン、ヒューゴ・ウィーヴィング、デビッド・ウェナム、イライジャ・ウッド |
| 2002 | 『マイ・ビッグ・ファット・ウェディング』 | ジーヤ・カリディス、マイケル・コンスタンティン、ジョン・コーベット、ジョーイ・ファトーン、レイニー・カザン、アンドレア・マーティン、ニア・ヴァルダロス |
| 2003 | 『ロード・オブ・ザ・リング/王の帰還』    | ショーン・アスティン、ショーン・ビーン、ケイト・ブランシェット、オーランド・ブルーム、ビリー・ボイド、バーナード・ヒル、イアン・ホルム、イアン・マッケラン、ドミニク・モナハン、ヴィゴ・モーテンセン、ジョン・ノーブル、ミランダ・オットー、ジョン・リス＝デイヴィス、アンディ・サーキス、リヴ・タイラー、カール・アーバン、ヒューゴ・ウィーヴィング、デビッド・ウェナム、イライジャ・ウッド |
| 2003 | 『イン・アメリカ/三つの小さな願いごと』  | エマ・ボルジャー、サラ・ボルジャー、パディ・コンシダイン、ジャイモン・フンスー、サマンサ・モートン |
| 2003 | 『ミスティック・リバー』                 | ケヴィン・ベーコン、ローレンス・フィッシュバーン、マーシャ・ゲイ・ハーデン、ローラ・リニー、ショーン・ペン、ティム・ロビンス |
| 2003 | 『シービスケット』                       | エリザベス・バンクス、ジェフ・ブリッジス、クリス・クーパー、ウィリアム・H・メイシー、トビー・マグワイア、ゲイリー・スティーヴンス |
| 2003 | The Station Agent                        | ポール・ベンジャミン、ボビー・カナヴェイル、パトリシア・クラークソン、ピーター・ディンクレイジ、レイヴン・グッドウィン、ミシェル・ウィリアムズ |
| 2004 | 『サイドウェイ』                         | トーマス・ヘイデン・チャーチ、ポール・ジアマッティ、ヴァージニア・マドセン、サンドラ・オー |
| 2004 | 『アビエイター』                         | アラン・アルダ、アレック・ボールドウィン、ケイト・ベッキンセイル、ケイト・ブランシェット、レオナルド・ディカプリオ、イアン・ホルム、ダニー・ヒューストン、ジュード・ロウ、ジョン・C・ライリー、グウェン・ステファニー |
| 2004 | 『ネバーランド』                         | ジュリー・クリスティ、ジョニー・デップ、フレディ・ハイモア、ダスティン・ホフマン、ラダ・ミッチェル、ジョー・プロスペロ、ニック・ラウド、ルーク・スピル、ケイト・ウィンスレット |
| 2004 | 『ホテル・ルワンダ』                     | ドン・チードル、ニック・ノルティ、ソフィー・オコネドー、ホアキン・フェニックス |
| 2004 | 『ミリオンダラー・ベイビー』             | クリント・イーストウッド、モーガン・フリーマン、ヒラリー・スワンク |
| 2004 | 『Ray/レイ』                             | アーンジャニュー・エリス、ジェイミー・フォックス、テレンス・ハワード、レジーナ・キング、ハリー・J・レニックス、クリフトン・パウエル、ラレンズ・テイト、ケリー・ワシントン |
| 2005 | 『クラッシュ』                           | リュダクリス、サンドラ・ブロック、ドン・チードル、マット・ディロン、ジェニファー・エスポジート、ウィリアム・フィクナー、ブレンダン・フレイザー、テレンス・ハワード、タンディ・ニュートン、ライアン・フィリップ、ラレンズ・テイト |
| 2005 | 『ブロークバック・マウンテン』           | リンダ・カーデリーニ、アンナ・ファリス、ジェイク・ジレンホール、アン・ハサウェイ、ヒース・レジャー、ランディ・クエイド、ミシェル・ウィリアムズ |
| 2005 | 『カポーティ』                           | ボブ・バラバン、マーシャル・ベル、クリフトン・コリンズ・Jr、クリス・クーパー、ブルース・グリーンウッド、フィリップ・シーモア・ホフマン、キャサリン・キーナー、マーク・ペルグリノ |
| 2005 | 『グッドナイト&グッドラック』            | ローズ・アブドゥー、アレックス・ボースタイン、ロバート・ジョン・バーク、パトリシア・クラークソン、ジョージ・クルーニー、ジェフ・ダニエルズ、リード・ダイアモンド、テイト・ドノヴァン、ロバート・ダウニー・Jr、グラント・ヘスロヴ、ピーター・ジェイコブソン、フランク・ランジェラ、トーマス・マッカーシー、ダイアン・リーヴス、マット・ロス、デヴィッド・ストラザーン、レイ・ワイズ |
| 2005 | 『ハッスル&フロウ』                      | アンソニー・アンダーソン、リュダクリス、アイザック・ヘイズ、タラジ・P・ヘンソン、テレンス・ハワード、タリン・マニング、エリゼ・ニール、ポーラ・ジャイ・パーカー、DJクオールズ |
| 2006 | 『リトル・ミス・サンシャイン』           | アラン・アーキン、アビゲイル・ブレスリン、スティーヴ・カレル、トニ・コレット、ポール・ダノ、グレッグ・キニア |
| 2006 | 『バベル』                               | アドリアナ・バラッザ、ガエル・ガルシア・ベルナル、ケイト・ブランシェット、菊地凛子、ブラッド・ピット、役所広司 |
| 2006 | 『ボビー』                               | ハリー・ベラフォンテ、ジョイ・ブライアント、ニック・キャノン、エミリオ・エステベス、ローレンス・フィッシュバーン、ブライアン・ジェラティ、ヘザー・グラハム、アンソニー・ホプキンス、ヘレン・ハント、ジョシュア・ジャクソン、デヴィッド・クラムホルツ、アシュトン・カッチャー、シャイア・ラブーフ、リンジー・ローハン、ウィリアム・H・メイシー、スヴェトラーナ・メトキナ、デミ・ムーア、フレディ・ロドリゲス、マーティン・シーン、クリスチャン・スレーター、シャロン・ストーン、ジェイコブ・バルガス、メアリー・エリザベス・ウィンステッド、イライジャ・ウッド |
| 2006 | 『ディパーテッド』                       | アンソニー・アンダーソン、アレック・ボールドウィン、マット・デイモン、レオナルド・ディカプリオ、ヴェラ・ファーミガ、ジャック・ニコルソン、マーティン・シーン、マーク・ウォールバーグ、レイ・ウィンストン |
| 2006 | 『ドリームガールズ』                     | ヒントン・バトル、ジェイミー・フォックス、ダニー・グローヴァー、ジェニファー・ハドソン、ビヨンセ、シャロン・リール、エディ・マーフィ、キース・ロビンソン、アニカ・ノニ・ローズ |
| 2007 | 『ノーカントリー』                       | ハビエル・バルデム、ジョシュ・ブローリン、ギャレット・ディラハント、テス・ハーパー、ウディ・ハレルソン、トミー・リー・ジョーンズ、ケリー・マクドナルド |
| 2007 | 『アメリカン・ギャングスター』           | アーマンド・アサンテ、ジョシュ・ブローリン、ラッセル・クロウ、ルビー・ディー、キウェテル・イジョフォー、イドリス・エルバ、キューバ・グッディング・ジュニア、カーラ・グギノ、ジョン・ホークス、テッド・レヴィン、ジョー・モートン、ライマリ・ナダル、ジョン・オーティス、RZA、ユル・ヴァスケス、デンゼル・ワシントン |
| 2007 | 『ヘアスプレー』                         | ニッキー・ブロンスキー、アマンダ・バインズ、ポール・ドゥーリイ、ザック・エフロン、アリソン・ジャニー、イライジャ・ケリー、クィーン・ラティファ、ジェームズ・マースデン、ミシェル・ファイファー、ブリタニー・スノウ、ジェリー・スティラー、ジョン・トラボルタ、クリストファー・ウォーケン |
| 2007 | 『イントゥ・ザ・ワイルド』               | ブライアン・ディアカー、マーシャ・ゲイ・ハーデン、エミール・ハーシュ、ハル・ホルブルック、ウィリアム・ハート、キャサリン・キーナー、ジェナ・マローン、クリステン・スチュワート、ヴィンス・ヴォーン |
| 2007 | 『3時10分、決断のとき』                  | クリスチャン・ベール、ラッセル・クロウ、ピーター・フォンダ、ベン・フォスター、ローガン・ラーマン、グレッチェン・モル、ダラス・ロバーツ、ヴィネッサ・ショウ、アラン・テュディック |
| 2008 | 『スラムドッグ$ミリオネア』              | ルビーナー・アリー、タナイ・チェーダー、アーシュトーシュ・ローボー・ガージーワーラー、アズハルッディーン・モハンマド・イスマーイール、アニル・カプール、イルファーン・カーン、アーユシュ・マヘーシュ・ケーデーカル、タンヴィー・ガネーシュ・ローンカル、マドゥル・ミッタル、デーヴ・パテール、フリーダ・ピントー |
| 2008 | 『ベンジャミン・バトン 数奇な人生』      | マハーシャラルハズバズ・アリ、ケイト・ブランシェット、ジェイソン・フレミング、ジャレッド・ハリス、タラジ・P・ヘンソン、イライアス・コティーズ、ジュリア・オーモンド、ブラッド・ピット、フィリス・サマーヴィル、ティルダ・スウィントン |
| 2008 | 『ダウト〜あるカトリック学校で〜』       | エイミー・アダムス、ヴィオラ・デイヴィス、フィリップ・シーモア・ホフマン、メリル・ストリープ |
| 2008 | 『フロスト×ニクソン』                    | ケヴィン・ベーコン、レベッカ・ホール、トビー・ジョーンズ、フランク・ランジェラ、マシュー・マクファディン、オリヴァー・プラット、サム・ロックウェル、マイケル・シーン |
| 2008 | 『ミルク』                               | ジョシュ・ブローリン、ジョセフ・クロス、ジェームズ・フランコ、ヴィクター・ガーバー、エミール・ハーシュ、ディエゴ・ルナ、デニス・オヘア、ショーン・ペン、アリソン・ピル |
| 2009 | 『イングロリアス・バスターズ』           | ダニエル・ブリュール、アウグスト・ディール、ジュリー・ドレフュス、ミヒャエル・ファスベンダー、シルヴェスター・グロート、ジャッキー・イド、ダイアン・クルーガー、メラニー・ロラン、ドゥニ・メノーシェ、マイク・マイヤーズ、ブラッド・ピット、イーライ・ロス、ティル・シュヴァイガー、ロッド・テイラー、クリストフ・ヴァルツ、マルティン・ヴトケ |
| 2009 | 『17歳の肖像』                           | ドミニク・クーパー、アルフレッド・モリーナ、キャリー・マリガン、ロザムンド・パイク、ピーター・サースガード、エマ・トンプソン、オリヴィア・ウィリアムズ |
| 2009 | 『ハート・ロッカー』                     | クリスチャン・カマルゴ、ブライアン・ジェラティ、エヴァンジェリン・リリー、アンソニー・マッキー、ジェレミー・レナー |
| 2009 | 『NINE』                                 | マリオン・コティヤール、ペネロペ・クルス、ダニエル・デイ＝ルイス、ジュディ・デンチ、ファーギー、ケイト・ハドソン、ニコール・キッドマン、ソフィア・ローレン |
| 2009 | 『プレシャス』                           | マライア・キャリー、レニー・クラヴィッツ、モニーク、ポーラ・パットン、シェリー・シェパード、ガボレイ・シディベ |

### 2010年代
| 年   | 候補作品                                              | キャスト |
| ---- | ----------------------------------------------------- | --- |
| 2010 | 『英国王のスピーチ』                                  | アンソニー・アンドリュース、ヘレナ・ボナム＝カーター、ジェニファー・イーリー、コリン・ファース、マイケル・ガンボン、デレク・ジャコビ、ガイ・ピアース、ジェフリー・ラッシュ、ティモシー・スポール |
| 2010 | 『ブラック・スワン』                                  | ヴァンサン・カッセル、バーバラ・ハーシー、ミラ・クニス、ナタリー・ポートマン、ウィノナ・ライダー |
| 2010 | 『ザ・ファイター』                                    | エイミー・アダムス、クリスチャン・ベール、メリッサ・レオ、ジャック・マクギー、マーク・ウォールバーグ |
| 2010 | 『キッズ・オールライト』                              | アネット・ベニング、ジョシュ・ハッチャーソン、ジュリアン・ムーア、マーク・ラファロ、ミア・ワシコウスカ |
| 2010 | 『ソーシャル・ネットワーク』                          | ジェシー・アイゼンバーグ、アンドリュー・ガーフィールド、アーミー・ハマー、マックス・ミンゲラ、ジョシュ・ペンス、ジャスティン・ティンバーレイク |
| 2011 | 『ヘルプ 〜心がつなぐストーリー〜』                   | ジェシカ・チャステイン、ヴィオラ・デイヴィス、ブライス・ダラス・ハワード、アリソン・ジャニー、クリス・ローウェル、アーナ・オライリー、シシー・スペイセク、オクタヴィア・スペンサー、メアリー・スティーンバージェン、エマ・ストーン、シシリー・タイソン、マイク・ヴォーゲル |
| 2011 | 『アーティスト』                                      | ベレニス・ベジョ、ジャン・デュジャルダン、ジェームズ・クロムウェル、ジョン・グッドマン、ペネロープ・アン・ミラー |
| 2011 | 『ブライズメイズ 史上最悪のウェディングプラン』       | ローズ・バーン、ジル・クレイバーグ、エリー・ケンパー、マット・ルーカス、メリッサ・マッカーシー、ウェンディ・マクレンドン＝コーヴィ、クリス・オダウド、マーヤ・ルドルフ、クリステン・ウィグ |
| 2011 | 『ファミリー・ツリー』                                | ボー・ブリッジス、ジョージ・クルーニー、ロバート・フォスター、ジュディ・グリア、マシュー・リラード、シェイリーン・ウッドリー |
| 2011 | 『ミッドナイト・イン・パリ』                          | キャシー・ベイツ、エイドリアン・ブロディ、カーラ・ブルーニ、マリオン・コティヤール、レイチェル・マクアダムス、マイケル・シーン、オーウェン・ウィルソン |
| 2012 | 『アルゴ』                                            | ベン・アフレック、アラン・アーキン、ケリー・ビシ、カイル・チャンドラー、ロリー・コクレーン、ブライアン・クランストン、クリストファー・デナム、テイト・ドノヴァン、クレア・デュヴァル、ヴィクター・ガーバー、ジョン・グッドマン 、スコット・マクナリー、クリス・メッシーナ |
| 2012 | 『マリーゴールド・ホテルで会いましょう』              | ジュディ・デンチ、セリア・イムリー、ビル・ナイ、デーヴ・パテール、ロナルド・ピックアップ、マギー・スミス、トム・ウィルキンソン、ペネロープ・ウィルトン |
| 2012 | 『レ・ミゼラブル』                                    | イザベル・アレン、サマンサ・バークス、サシャ・バロン・コーエン、ヘレナ・ボナム＝カーター、ラッセル・クロウ、アン・ハサウェイ、ダニエル・ハトルストーン、ヒュー・ジャックマン、エディ・レッドメイン、アマンダ・サイフリッド、アーロン・トヴェイト、コルム・ウィルキンソン |
| 2012 | 『リンカーン』                                        | ダニエル・デイ＝ルイス、サリー・フィールド、ジョゼフ・ゴードン＝レヴィット、ハル・ホルブルック、トミー・リー・ジョーンズ、ジェームズ・スペイダー、デヴィッド・ストラザーン |
| 2012 | 『世界にひとつのプレイブック』                        | ブラッドリー・クーパー、ロバート・デ・ニーロ、アヌパム・カー、ジェニファー・ローレンス、クリス・タッカー、ジャッキー・ウィーヴァー |
| 2013 | 『アメリカン・ハッスル』                              | エイミー・アダムス、クリスチャン・ベール、ルイス・C・K、ブラッドリー・クーパー、ロバート・デ・ニーロ、ポール・ハーマン、ジャック・ヒューストン、ジェニファー・ローレンス、アレッサンドロ・二ヴォラ、マイケル・ペーニャ、ジェレミー・レナー、エリザベス・ローム、シェア・ウィッガム                                                                                              |
| 2013 | 『ダラス・バイヤーズクラブ』                          | マシュー・マコノヒー、ジェニファー・ガーナー、ジャレッド・レト、デニス・オヘア、ダラス・ロバーツ、スティーヴ・ザーン |
| 2013 | 『それでも夜は明ける』                                | ベネディクト・カンバーバッチ、ポール・ダノ、ギャレット・ディラハント、キウェテル・イジョフォー、マイケル・ファスベンダー、ポール・ジアマッティ、スクート・マクネイリー、ルピタ・ニョンゴ、アデペロ・オデュイエ、サラ・ポールソン、ブラッド・ピット、マイケル・ケネス・ウィリアムズ、アルフレ・ウッダード                                                                        |
| 2013 | 『8月の家族たち』                                     | アビゲイル・ブレスリン、クリス・クーパー、ベネディクト・カンバーバッチ、ジュリエット・ルイス、マーゴ・マーティンデイル、ユアン・マクレガー、ダーモット・マローニー、ジュリアン・ニコルソン、ジュリア・ロバーツ、サム・シェパード、メリル・ストリープ、ミスティ・アッパム |
| 2013 | 『大統領の執事の涙』                                  | マライア・キャリー、ジョーン・キューザック、ジェーン・フォンダ、キューバ・グッディング・ジュニア、テレンス・ハワード、レニー・クラヴィッツ、ジェームズ・マースデン、デヴィッド・オイェロウォ、アレックス・ペティファー、オプラ・ウィンフリー、ヴァネッサ・レッドグレイヴ、アラン・リックマン、リーヴ・シュレイバー、ロビン・ウィリアムズ、フォレスト・ウィテカー                |
| 2014 | 『バードマン あるいは（無知がもたらす予期せぬ奇跡）』 | ザック・ガリフィアナキス、マイケル・キートン、エドワード・ノートン、アンドレア・ライズボロー、エイミー・ライアン、エマ・ストーン、ナオミ・ワッツ |
| 2014 | 『6才のボクが、大人になるまで。』                     | パトリシア・アークエット、エラー・コルトレーン、イーサン・ホーク、ローレライ・リンクレイター |
| 2014 | 『グランド・ブダペスト・ホテル』                      | F・マーリー・エイブラハム、マチュー・アマルリック、エイドリアン・ブロディ、ウィレム・デフォー、レイフ・ファインズ、ジェフ・ゴールドブラム、ハーヴェイ・カイテル、ジュード・ロウ、ビル・マーレイ、エドワード・ノートン、トニー・レヴォロリ、シアーシャ・ローナン、ジェイソン・シュワルツマン、レア・セドゥ、ティルダ・スウィントン、トム・ウィルキンソン、オーウェン・ウィルソン |
| 2014 | 『イミテーション・ゲーム/エニグマと天才数学者の秘密』 | マシュー・ビアード、ベネディクト・カンバーバッチ、チャールズ・ダンス、マシュー・グッド、ロリー・キニア、キーラ・ナイトレイ、アレン・リーチ、マーク・ストロング |
| 2014 | 『博士と彼女のセオリー』                              | チャーリー・コックス、フェリシティ・ジョーンズ、サイモン・マクバーニー、エディ・レッドメイン、デヴィッド・シューリス、エミリー・ワトソン |
| 2015 | 『スポットライト 世紀のスクープ』                     | ビリー・クラダップ、en:Brian d'Arcy James、マイケル・キートン、レイチェル・マクアダムス、マーク・ラファロ、リーヴ・シュレイバー、ジョン・スラッテリー、スタンリー・トゥッチ |
| 2015 | 『ビースト・オブ・ノー・ネーション』                  | en:Abraham Attah、Kurt Egyiawan、イドリス・エルバ |
| 2015 | 『マネー・ショート 華麗なる大逆転』                   | クリスチャン・ベール、スティーヴ・カレル、ライアン・ゴズリング、メリッサ・レオ、en:Hamish Linklater、en:John Magaro、ブラッド・ピット、レイフ・スポール、Jeremy Strong、マリサ・トメイ、フィン・ウィットロック |
| 2015 | 『ストレイト・アウタ・コンプトン』                    | en:Neil Brown Jr.、ポール・ジアマッティ、en:Corey Hawkins、オルディス・ホッジ、en:O'Shea Jackson Jr.、Jason Mitchell |
| 2015 | 『トランボ ハリウッドに最も嫌われた男』               | アドウェール・アキノエ＝アグバエ、ルイ・C・K、ブライアン・クランストン、en:David James Elliott、エル・ファニング、ジョン・グッドマン、ダイアン・レイン、ヘレン・ミレン、マイケル・スタールバーグ、アラン・テュディック |
| 2016 | 『ドリーム』                                          | マハーシャラ・アリ, ケビン・コスナー, キルスティン・ダンスト, タラジ・P・ヘンソン, オルディス・ホッジ, ジャネール・モネイ, ジム・パーソンズ, en:Glen Powell, オクタヴィア・スペンサー |
| 2016 | 『はじまりへの旅』                                    | アナリース・バッソ, Shree Crooks, アン・ダウド, キャスリン・ハーン, Nicholas Hamilton, en:Samantha Isler, フランク・ランジェラ, ジョージ・マッケイ, en:Erin Moriarty, ヴィゴ・モーテンセン, ミッシー・パイル, Charlie Shotwell, スティーヴ・ザーン |
| 2016 | 『フェンス』                                          | en:Jovan Adepo, ヴィオラ・デイヴィス, スティーヴン・ヘンダーソン, en:Russell Hornsby, en:Saniyya Sidney, デンゼル・ワシントン, ミケルティ・ウィリアムソン |
| 2016 | 『マンチェスター・バイ・ザ・シー』                    | ケイシー・アフレック, マシュー・ブロデリック, カイル・チャンドラー, ルーカス・ヘッジズ, グレッチェン・モル, ミシェル・ウィリアムズ |
| 2016 | 『ムーンライト』                                      | マハーシャラ・アリ, ナオミ・ハリス, en:André Holland, Jharrel Jerome, ジャネール・モネイ, トレヴァンテ・ローズ, アシュトン・サンダース |
| 2017 | 『スリー・ビルボード』                                | アビー・コーニッシュ, ピーター・ディンクレイジ, ウディ・ハレルソン, ジョン・ホークス, ルーカス・ヘッジズ, ジェリコ・イヴァネク, ケイレブ・ランドリー・ジョーンズ, フランシス・マクドーマンド, クラーク・ピータース, サム・ロックウェル, en:Samara Weaving |
| 2017 | 『ビッグ・シック』                                    | en:Adeel Akhtar, ホリー・ハンター, ゾーイ・カザン, アヌパム・カー, en:Kumail Nanjiani, レイ・ロマーノ, Zenobia Shroff |
| 2017 | 『ゲット・アウト』                                    | ケイレブ・ランドリー・ジョーンズ, ダニエル・カルーヤ, キャサリン・キーナー, スティーヴン・ルート, ラキース・スタンフィールド, ブラッドリー・ウィットフォード, アリソン・ウィリアムズ |
| 2017 | 『レディ・バード』                                    | ティモシー・シャラメ, en:Beanie Feldstein, ルーカス・ヘッジズ, en:Tracy Letts, スティーヴン・ヘンダーソン, ローリー・メトカーフ, en:Jordan Rodrigues, シアーシャ・ローナン, オデイア・ラッシュ, Marielle Scott, ロイス・スミス |
| 2017 | 『マッドバウンド 哀しき友情』                         | ジョナサン・バンクス, メアリー・J. ブライジ, ジェイソン・クラーク, ギャレット・ヘドランド, Jason Mitchell, Rob Morgan, キャリー・マリガン |
| 2018 | 『ブラックパンサー』                                  | アンジェラ・バセット, チャドウィック・ボーズマン, スターリング・K・ブラウン, ウィンストン・デューク, マーティン・フリーマン, ダナイ・グリラ, マイケル・B・ジョーダン, ダニエル・カルーヤ, ルピタ・ニョンゴ, アンディ・サーキス, フォレスト・ウィテカー, レティーシャ・ライト |
| 2018 | 『ブラック・クランズマン』                            | ハリー・ベラフォンテ, アダム・ドライバー, トファー・グレイス, ローラ・ハリアー, コーリー・ホーキンズ, ジョン・デヴィッド・ワシントン |
| 2018 | 『ボヘミアン・ラプソディ』                            | ルーシー・ボイントン, エイダン・ギレン, ベン・ハーディ, トム・ホランダー, グウィリム・リー, アレン・リーチ, ラミ・マレック, ジョゼフ・マゼロ, マイク・マイヤーズ |
| 2018 | 『クレイジー・リッチ!』                               | オークワフィナ, ジェンマ・チャン, ヘンリー・ゴールディング, ケン・チョン, リサ・ルー, ハリー・シャム・ジュニア, コンスタンス・ウー, ミシェル・ヨー |
| 2018 | 『アリー/ スター誕生』                                | デイヴ・シャペル, アンドリュー・ダイス・クレイ, ブラッドリー・クーパー, サム・エリオット, ラフィ・ガヴロン, レディー・ガガ, アンソニー・ラモス |
| 2019 | 『パラサイト 半地下の家族』                           | チョ・ヨジョン、チェ・ウシク、チャン・ヘジン、チョン・ヒョンジュン、チョン・ジソ、イ・ジョンウン、イ・ソンギュン、パク・ミョンフン、パク・ソダム、ソン・ガンホ |
| 2019 | 『スキャンダル』                                      | コニー・ブリットン、アリソン・ジャネイ、ニコール・キッドマン、ジョン・リスゴー、マルコム・マクダウェル、ケイト・マッキノン、マーゴット・ロビー、シャーリーズ・セロン |
| 2019 | 『アイリッシュマン』                                  | ボビー・カナヴェイル、ロバート・デ・ニーロ、スティーヴン・グレアム、ハーヴェイ・カイテル、アル・パチーノ、アンナ・パキン、ジョー・ペシ、レイ・ロマーノ |
| 2019 | 『ジョジョ・ラビット』                                | アルフィー・アレン、ローマン・グリフィン・デイヴィス、スカーレット・ヨハンソン、トーマシン・マッケンジー、スティーブン・マーチャント、サム・ロックウェル、タイカ・ワイティティ、レベル・ウィルソン |
| 2019 | 『ワンス・アポン・ア・タイム・イン・ハリウッド』      | オースティン・バトラー、ジュリア・バターズ、ブルース・ダーン、レオナルド・ディカプリオ、ダコタ・ファニング、エミール・ハーシュ、ダミアン・ルイス、マイク・モー、ティモシー・オリファント、アル・パチーノ、ルーク・ペリー、ブラッド・ピット、マーガレット・クアリー、マーゴット・ロビー                                                                                          |

### 2020年代
| 年   | 候補作品                                               | キャスト |
| ---- | ------------------------------------------------------ | --- |
| 2020 | 『シカゴ7裁判』                                        | ヤーヤ・アブドゥル＝マティーン2世、サシャ・バロン・コーエン、ジョセフ・ゴードン＝レヴィット、ケルヴィン・ハリソン・Jr、マイケル・キートン、フランク・ランジェラ、ジョン・キャロル・リンチ、エディ・レッドメイン、マーク・ライランス、アレックス・シャープ、ジェレミー・ストロング                                     |
| 2020 | 『ザ・ファイブ・ブラッズ』                             | チャドウィック・ボーズマン、ポール・ウォルター・ハウザー、Nguyễn Ngọc Lâm、Lê Y Lan、ノーム・ルイス、デルロイ・リンドー、ジョナサン・メイジャーズ、ゴー・タイン・ヴァン、ジョニー・グエン、Jasper Pääkkönen、クラーク・ピータース、Sandy Hương Phạm、ジャン・レノ、メラニー・ティエリー、イザイア・ウィットロック・Jr |
| 2020 | 『マ・レイニーのブラックボトム』                       | チャドウィック・ボーズマン、ジョニー・コイン、ヴィオラ・デイヴィス、コールマン・ドミンゴ、マイケル・ポッツ、グリン・ターマン |
| 2020 | 『ミナリ』                                             | ノエル・ケイト・チョー、ハン・イェリ、スコット・ヘイズ、アラン・キム、ウィル・パットン、スティーヴン・ユァン、ユン・ヨジョン |
| 2020 | 『あの夜、マイアミで』                                 | キングズリー・ベン＝アディル、ボー・ブリッジス、ローレンス・ギリアード・Jr、イーライ・ゴリー、オルディス・ホッジ、マイケル・インペリオリ、ホアキナ・カルカンゴ、レスリー・オドム・Jr、ランス・レディック、ニコレット・ロビンソン                                                                                      |
| 2021 | 『コーダ あいのうた』                                  | Eugenio Derbez、Daniel Durant、エミリア・ジョーンズ、トロイ・コッツァー、マーリー・マトリン、フェルディア・ウォルシュ＝ピーロ |
| 2021 | 『ベルファスト』                                       | カトリーナ・バルフ、ジュディ・デンチ、ジェイミー・ドーナン、Jude Hill、キアラン・ハインズ、コリン・モーガン |
| 2021 | 『ドント・ルック・アップ』                             | ケイト・ブランシェット、ティモシー・シャラメ、レオナルド・ディカプリオ、アリアナ・グランデ、ジョナ・ヒル、ジェニファー・ローレンス、メラニー・リンスキー、Scott Mescudi、ロブ・モーガン、ヒメーシュ・パテル、ロン・パールマン、タイラー・ペリー、マーク・ライランス、メリル・ストリープ                               |
| 2021 | 『ハウス・オブ・グッチ』                               | アダム・ドライバー、レディ・ガガ、サルマ・ハエック、ジャック・ヒューストン、ジェレミー・アイアンズ、ジャレッド・レト、アル・パチーノ |
| 2021 | 『ドリームプラン』                                     | ジョン・バーンサル、アーンジャニュー・エリス、トニー・ゴールドウィン、Saniyya Sidney、Demi Singleton、ウィル・スミス |
| 2022 | 『エブリシング・エブリウェア・オール・アット・ワンス』 | ジェイミー・リー・カーティス、ジェームズ・ホン、ステファニー・スー、キー・ホイ・クァン、ハリー・シャム・ジュニア、ジェニー・スレイト、ミシェル・ヨー |
| 2022 | 『バビロン』                                           | Jovan Adepo、P・J・バーン、ディエゴ・カルバ、ルーカス・ハース、Olivia Hamilton、Li Jun Li、トビー・マグワイア、マックス・ミンゲラ、ブラッド・ピット、マーゴット・ロビー、Rory Scovel、ジーン・スマート、キャサリン・ウォーターストン                                                                                  |
| 2022 | 『イニシェリン島の精霊』                               | ケリー・コンドン、コリン・ファレル、ブレンダー・グリーソン、バリー・コーガン |
| 2022 | 『フェイブルマンズ』                                   | ジーニー・バーリ、ポール・ダノ、ジャド・ハーシュ、Gabriel LaBelle、デヴィッド・リンチ、セス・ローゲン、ミシェル・ウィリアムズ |
| 2022 | 『ウーマン・トーキング 私たちの選択』                  | ジェシー・バックリー、クレア・フォイ、Kate Hallett、ジュディス・アイヴィー、ルーニー・マーラ、シーラ・マッカーシー、フランシス・マクドーマンド、Michelle McLeod、Liv McNeil、ベン・ウィショー、August Winter |
| 2023 | 『オッペンハイマー』                                   | ケイシー・アフレック、エミリー・ブラント、ケネス・ブラナー、マット・デイモン、ロバート・ダウニー・Jr.、ジョシュ・ハートネット、ラミ・マレック、キリアン・マーフィー、フローレンス・ピュー |
| 2023 | 『アメリカン・フィクション』                           | Erika Alexander、アダム・ブロディ、スターリング・K・ブラウン、キース・デイヴィッド、ジョン・オーティス、Issa Rae、トレーシー・エリス・ロス、Leslie Uggams、ジェフリー・ライト |
| 2023 | 『バービー』                                           | マイケル・セラ、ウィル・フェレル、アメリカ・フェレーラ、ライアン・ゴズリング、アリアナ・グリーンブラット、ケイト・マッキノン、ヘレン・ミレン、リー・パールマン、Issa Rae、マーゴット・ロビー |
| 2023 | 『カラーパープル』                                     | ハリー・ベイリー、ファンテイジア・バリーノ、ジョン・バティステ、ダニエル・ブルックス、シアラ、コールマン・ドミンゴ、アーンジャニュー・エリス、ルイス・ゴセット・ジュニア、コーリー・ホーキンズ、タラジ・P・ヘンソン、Phylicia Pearl Mpasi、H.E.R.                                                                     |
| 2023 | 『キラーズ・オブ・ザ・フラワームーン』                 | Tantoo Cardinal、ロバート・デ・ニーロ、レオナルド・ディカプリオ、ブレンダン・フレイザー、リリー・グラッドストーン、ジョン・リスゴー、ジェシー・プレモンス |
| 2024 | 『教皇選挙』                                           | セルジオ・カステリット、レイフ・ファインズ、ジョン・リスゴー、Lucian Msamati、イザベラ・ロッセリーニ、スタンリー・トゥッチ |
| 2024 | 『ANORA アノーラ』                                     | Yura Borisov、Mark Eydelshteyn、Karren Karagulian、マイキー・マディソン、Aleksei Serebryakov (actor)\|Aleksei Serebryakov、Vache Tovmasyan |
| 2024 | 『名もなき者/A COMPLETE UNKNOWN』                      | モニカ・バルバロ、ノーバート・レオ・バッツ、ティモシー・シャラメ、エル・ファニング、ダン・フォグラー、Will Harrison、初音映莉子、ボイド・ホルブルック、スクート・マクネイリー、Big Bill Morganfield、エドワード・ノートン                                                                                             |
| 2024 | 『エミリア・ペレス』                                   | カルラ・ソフィア・ガスコン、セレーナ・ゴメス、アドリアナ・ラパス、ゾーイ・サルダナ |
| 2024 | 『ウィキッド ふたりの魔女』                            | ジョナサン・ベイリー、Marissa Bode、ピーター・ディンクレイジ、シンシア・エリヴォ、ジェフ・ゴールドブラム、アリアナ・グランデ、Ethan Slater、Bowen Yang、ミシェル・ヨー |